# 定州石佛寺遗址
定州石佛寺遗址，位于中国河北省保定市市内，为保定市定州市的一个省级文物保护单位，类型为古遗址，公布时间为1993年7月15日。
定州石佛寺遗址的历史年代为北魏。